# Alena Venhodová
Alena Venhodová (* 28. prosince 1953, Hodonín) je česká lékařka a politička, bývalá senátorka za obvod č. 79 – Hodonín, zastupitelka města Hodonína a členka ODS.

## Vzdělání, profese a rodina
Vystudovala Lékařskou fakultu Univerzita Jana Evangelisty Purkyně v Brně a dodnes provozuje soukromou zubní ordinaci.
S manželem Vladimírem vychovala syna Jiřího a dceru Vlaďku.

## Politická kariéra
Od roku 1992 je členkou ODS. V roce 1994 vstoupila do komunální politiky, když se stala zastupitelkou města Hodonína, kde působí dodnes. Byla také členkou Rady města Hodonína.
V letech 2004-2010 působila v Senátu P ČR, když v prvním kole porazila tehdejšího senátora Josefa Kaňu z KDU-ČSL v poměru 23,90 % ku 20,26 % hlasů, ve druhém kole svoji silnější pozici potvrdila a získala mandát členky horní komory českého parlamentu se ziskem 57,72 % všech platných hlasů. V senátu se stala místopředsedkyní Výboru pro záležitosti Evropské unie a byla součástí vedení senátorského klubu ODS. Ve volbách 2010 svůj mandát senátorky neobhájila a byla poražena v senátních volbách kandidátem ČSSD Zdeňkem Škromachem.